# Окопи (Мазовецьке воєводство)
Окопи (пол. Okopy) — село в Польщі, у гміні Нова-Суха Сохачевського повіту Мазовецького воєводства.
Населення — 140 осіб (2011).

## Демографія
Демографічна структура станом на 31 березня 2011 року:
|          | Загалом | Допрацездатний вік | Працездатний вік | Постпрацездатний вік |
| -------- | ------- | ------------------ | ---------------- | -------------------- |
| Чоловіки | 81      | 14                 | 59               | 8                    |
| Жінки    | 59      | 14                 | 32               | 13                   |
| Разом    | 140     | 28                 | 91               | 21                   |